# Committed Information Rate
CIR, acronimo di Committed Information Rate, è una sigla usata nelle telecomunicazioni per indicare la banda minima che l'operatore di rete si impegna a garantire al cliente in condizioni di normale funzionamento della stessa. Il traffico che rientra nell'ambito del CIR non può essere quindi "scartato" se non in presenza di situazioni di congestione o altri problemi sulla rete. 
Il CIR si applica in particolare alla capacità di un circuito virtuale in reti Frame Relay, di cui costituisce un elemento caratteristico molto importante. Si tratta infatti di un parametro negoziabile in fase di definizione degli accordi sui livelli di servizio (Service Level Agreement, SLA) e che influisce direttamente sul costo della fornitura.
Viene misurato in bit al secondo, da calcolare su un periodo di tempo che dev'essere anch'esso concordato con l'operatore di rete, e può coincidere o essere inferiore alla velocità fisica della connessione disponibile. È possibile negoziare anche capacità in eccesso (EIR, Extended Information Rate) rispetto a quella prevista dal CIR, che normalmente gode di priorità minore e può essere scartata senza conseguenze (traffico con il flag DE, Discard Eligible, attivo).